# Теракт у Багдаді 3 липня 2016 року
Теракт в Багдаді — серія вибухів у людних місцях, що відбулися 3 липня 2016 року в Багдаді, столиці Іраку. Відповідальність за теракти взяла на себе Ісламська Держава. Вибухи сталися через тиждень після того, як іракські урядові війська повернули під свій контроль місто Фаллуджу, яке перебувало під контролем Ісламської Держави.

## Перебіг подій
Перший вибух стався у центральному районі міста Карада, де розташовано багато магазинів, кафе і ресторанів. Причиною став вибух вантажівки-рефрижератора.
Другий вибух стався на узбіччі дороги на ринку Аль-Шааб — популярному шиїтському районі на півночі Багдада.